# Enrique Ballestrero
Enrique Pedro Ballestrero Griffo (Montevideo, 18 gennaio 1905 – Montevideo, 11 ottobre 1969) è stato un calciatore uruguaiano, di ruolo portiere. Campione del Mondo con la Nazionale uruguaiana nel 1930.

## Carriera

### Club
In carriera ha conquistato anche quattro titoli uruguaiani: nel 1927 con il Rampla Juniors e tre consecutivi, dal 1935 al 1937 con il Peñarol.

### Nazionale
Ballestrero succedette ad Andrés Mazali tra i pali della Celeste nel 1930. In quello stesso anno vinse il titolo mondiale nell'edizione disputata proprio in Uruguay.
Cinque anni dopo vinse anche il Campeonato Sudamericano, equivalente all'attuale Coppa America.

## Palmarès

### Club
- Campionato uruguaiano: 4

Rampla Juniors: 1927
Peñarol: 1935, 1936, 1937

### Nazionale
- Campionato mondiale: 1

Uruguay 1930
- Coppa America: 1

1935
- Copa Newton: 1

1930